# Лорды духовные
Духовные лорды — это епископы Церкви Англии, которые заседают в Палате лордов Соединённого королевства. 26 из 42 епархиальных епископов и архиепископов Церкви Англии служат духовными лордами (не считая епископов в отставке, которые заседают по праву пожизненного пэра). Не представлены пресвитерианская церковь Шотландии и англиканские церкви в Уэльсе и Северной Ирландии, которые больше не являются официальными церквями. Духовные лорды отличаются от светских лордов, их мирских коллег, которые также заседают в Палате лордов.

## Ранги и титулы
В Церкви Англии 42 епархии, каждую возглавляет епархиальный епископ. Архиепископ Кентерберийский и архиепископ Йоркский как примас всей Англии и примас Англии соответственно осуществляют надзор за соответствующими церковными провинциями. Держатели пяти «великих кафедр» — Кентербери, Йорка, Лондона, Дарема и Уинчестера — всегда являются духовными лордами.
Из оставшихся 37 епископов 21 старейших по назначению обычно заседают в Палате лордов. После первых рукоположений женщин-епископов в Церкви Англии нормальное действие этого правила было приостановлено Законом о духовных лордах (женщинах) 2015 года, который предусматривает, что до 2025 года каждая женщина, назначенная епархиальным епископом, автоматически станет духовным лордом при следующем появлении вакансии, независимо от старшинства, чтобы увеличить представительство женщин-епископов в Палате лордов. В противном случае старшинство определяется общим стажем службы в качестве английского епархиального епископа (то есть он не теряется при переводе на другую кафедру). Епископ Содора и Мана и епископ Гибралтара в Европе не заседают в Палате лордов независимо от старшинства, поскольку их епархии находятся за пределами Англии и Соединённого королевства.
Теоретически право избрания архиепископов и епископов принадлежит коллегии каноников кафедрального собора. Однако на практике выбор архиепископа или епископа осуществляется до выборов. Премьер-министр выбирает из числа кандидатов, предложенных Коронной комиссией по назначениям, а затем суверен поручает коллегии каноников избрать назначенное лицо епископом или архиепископом.
Один из духовных лордов назначается архиепископом Кентерберийским руководителем коллегии; он или она координирует работу епископов Палаты лордов. Алан Смит, епископ Сент-Олбанса, был назначен нынешним руководителем 23 сентября 2022 года.